# 위츠향 (난터우현)

위츠 향의 위치

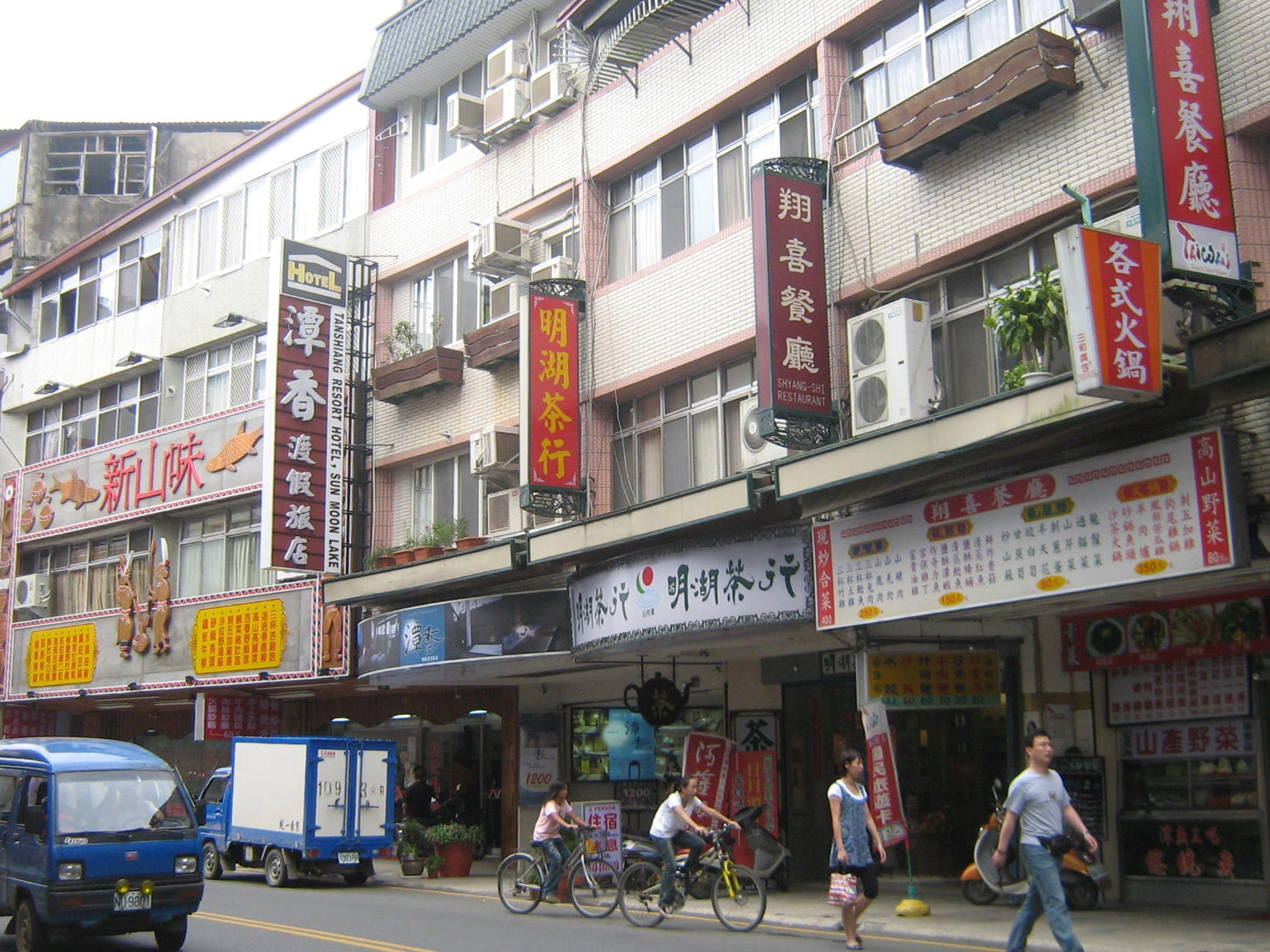
위츠 향

위츠향(중국어: 魚池鄉, 병음: Yúchí Xiāng)은 중화민국 난터우 현의 향이다. 넓이는 121.3735km2이고, 인구는 2015년 8월 기준으로 16,365명이다.

## 지리
난터우 현의 중부에 위치하고 북쪽으로 푸리 진, 서쪽으로 궈싱 향, 수이리 향, 동쪽으로 런아이 향, 남쪽으로 신이 향과 접한다.